# ガイウス・ユリウス・サトゥルニヌス
ガイウス・ユリウス・サトゥルニヌス（Gaius Julius Saturninus、？ - 280年）は、3世紀のローマ帝国の将軍。皇帝プロブスの時代にアエギュプトゥス（エジプト）にてローマ皇帝に擁立されたが、討伐されて滅亡した。
ウォピスクスは『ローマ皇帝群像』の中で彼をガリア人とし、ビザンツ帝国時代のゾシモス（5世紀）の『新ローマ史』やゾラナス（12世紀）の『歴史要略』はマウリ人であったとしているが、前者は同書の他に裏付けがなく、後者の方が事実であったとみられている。
アウレリアヌス帝の下で活躍して東方国境を守っていたが、280年にエジプトで民衆や兵士によって強引に皇帝に擁立されたとされている。当時の皇帝・プロブスはサトゥルニヌスの親友であったが、これを聞くとやむなく兵を送った（『歴史要略』では、サトゥルニヌスの反乱を伝えた者を処刑しようとしたとされている）。サトゥルニヌスの軍勢は敗北し、彼はシリアのアパメイアの地で部下の裏切りで殺害されたとも、プロブスの助命の命令を無視したローマ軍の兵士によって殺害されたとも言われている。